# Аляпі сріблястий
Аля́пі сріблястий (Sclateria naevia) — вид горобцеподібних птахів родини сорокушових (Thamnophilidae). Мешкає в Амазонії і на Гвіанському нагір'ї. Це єдиний представник монотипового роду Сріблястий аляпі (Sclateria), названого на честь британського орнітолога Філіпа Склейтера.

## Опис

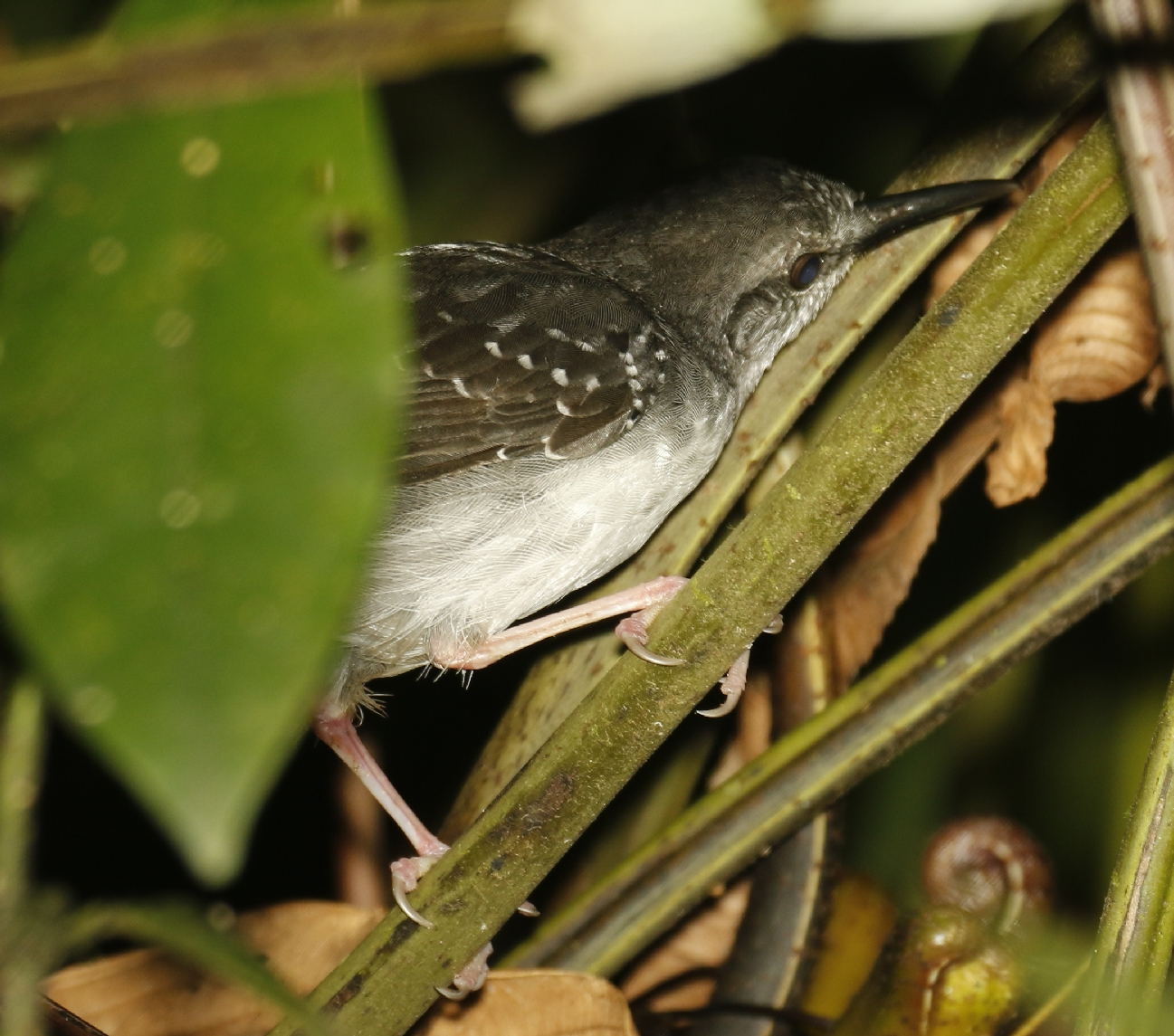
Сріблястий аляпі

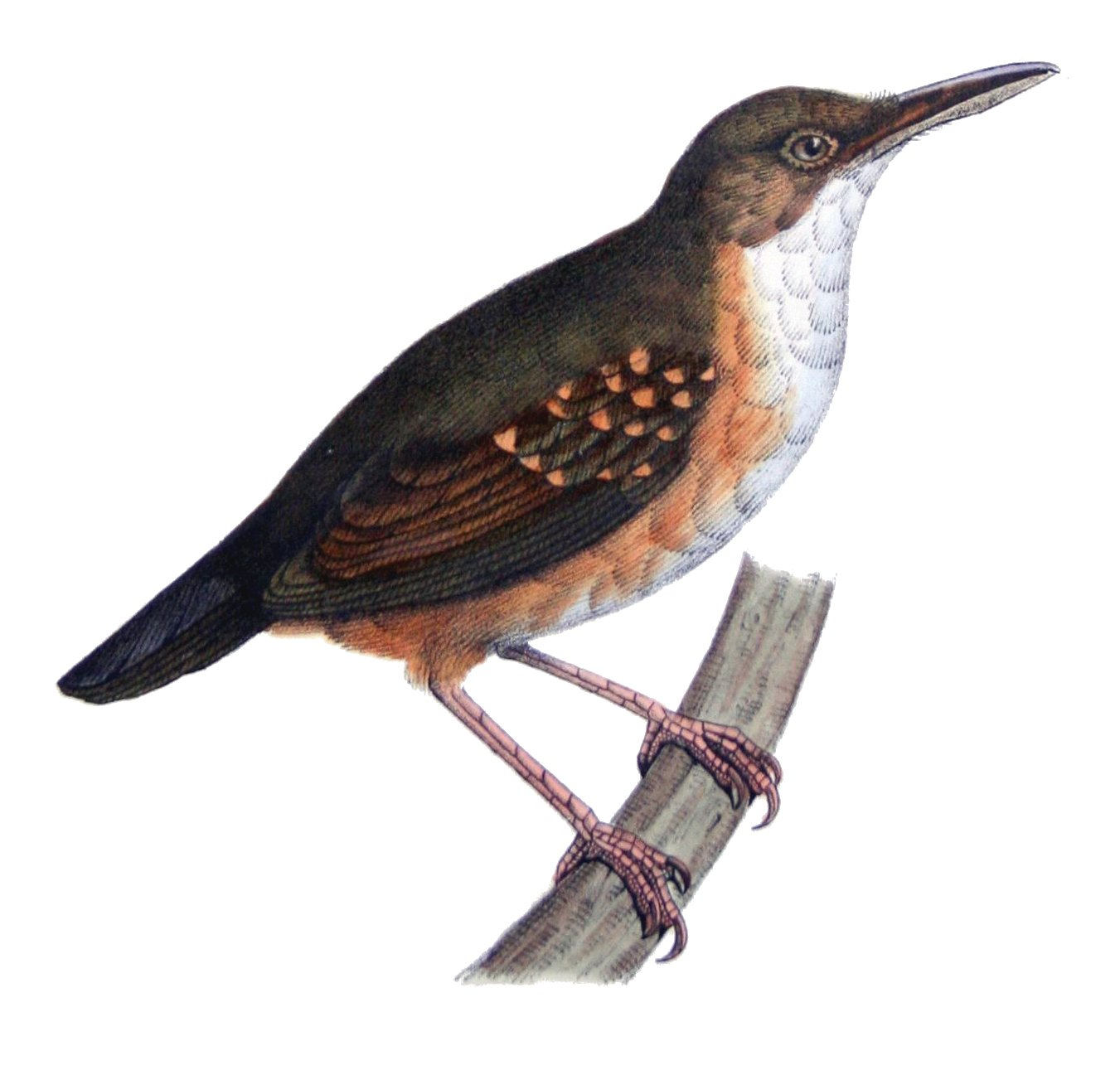
Самиці сріблястого аляпі

Довжина птаха становить 15 см, вага 20 см. У самців номінативного підвиду верхня частина тіла темно-сіра, нижня частина тіла біла, поцяткована широкими темними смужками. Крила темні, поцятковані двома рядами білих плямок. У самиць верхня частина тіла темно-коричнева, на крилах охристі плямки, нижня частина тіла сіра, поцяткована широкими смужками. У самців підвиду S. n. argentata верхня частина грудей і боки білувато-сірі, поцятковані темними сірими плямами, у самиць цього підвиду нижня частина тіла біла, голова, шия і тіло з боків руді.

## Підвиди
Виділяють чотири підвиди:
- S. n. naevia (Gmelin, JF, 1788) — схід Венесуели, Гвіана, північний схід Бразильської Амазонії, острів Тринідад;
- S. n. diaphora Todd, 1913 — південь центральної Венесуели (нижня течія Каури на північному заході Болівару);
- S. n. argentata (des Murs, 1856) — південний схід Колумбії (на південь від Мети і Вічади), південний захід Венесуели (захід і південь Амасонаса), схід Еквадору і Перу, захід Бразильської Амазонії (на схід до Мадейри, Рондонії і південного захаоду Мату-Гросу), північний захід і схід Болівії;
- S. n. toddi Hellmayr, 1924 — південь центральної Бразильської Амазонії (від нижньої течії Мадейри і Телес-Піреса на схід до Токантінса).

## Поширення і екологія
Сріблясті аляпі мешкають в Колумбії, Еквадорі, Перу, Болівії, Бразилії, Венесуелі, Гаяні, Суринамі, Французькій Гвіані і на Тринідаді і Тобаго. Вони живуть в густому підліску амазонської сельви і варзейських лісів (тропічних лісів у заплавах Амазонки і її притоків), в тінистих заростях на берегах водойм. Зустрічаються парами, на висоті до 600 м над рівнем моря. Живляться дрібними комахами та іншими безхребетними, яких шукають в опалому листі або на поверхні води.